# Конютино (Вашкинский район)
Конютино — деревня в Вашкинском районе Вологодской области.
Входит в состав Киснемского сельского поселения, с точки зрения административно-территориального деления — в Киснемский сельсовет.
Расстояние по автодороге до районного центра Липина Бора — 22 км, до центра муниципального образования села Троицкое — 2 км. Ближайшие населённые пункты — Волково, Гаврилово-2, Данькино, Демидово, Киуй, Коптево, Троицкое.
По данным переписи в 2002 году постоянного населения не было.